# Kuchyně Burundi

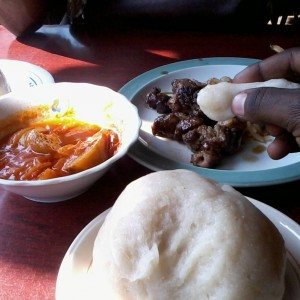
Typická jídla v Burundi

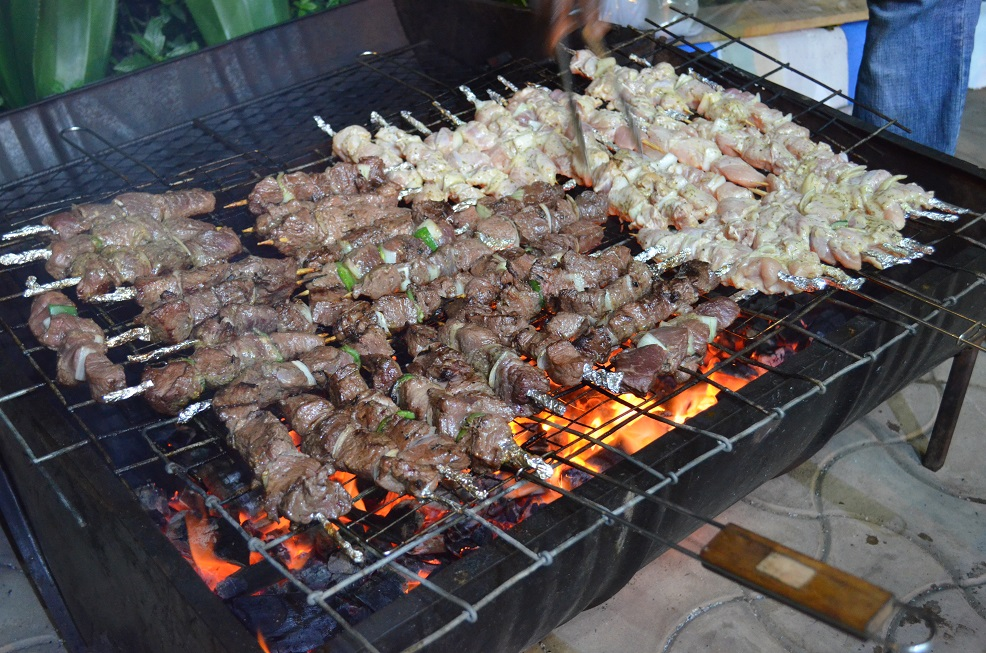
Opékající se špízy v Burundi

Kuchyně v Burundi se odvíjí od geografické polohy státu Burundi: 80 % půdy je zemědělsky využíváno, zbytek tvoří především hory a savany. Kuchyně Burundi je příkladem typické africké kuchyně, byla ovšem ovlivněna také francouzskou, belgickou a indickou kuchyní a také kuchyněmi sousedních států. V Burundi se pěstuje hlavně čaj, káva (časté artikly vývozu), dále kukuřice, fazole nebo maniok. V menší míře se pěstují také batáty (sladké brambory), hrách, různé obiloviny nebo exotické ovoce (hlavně banány). Maso se v Burundi zas tolik nepoužívá, nejčastěji se v Burundi setkáme s kozím nebo skopovým masem.

## Příklady pokrmů z Burundi
- Boko boko je považováno za národní jídlo Burundi. Je obdobou arabského hareesu. Jedná se o pokrm z mouky a másla konzistencí mezi kaší a knedlíkem, obvykle podávaný s masem.[2]
- Rozšířenými zákusky jsou větrníky, převzaté z francouzské kuchyně.[3]
- Ugali, placka z mouky, nevýrazné chuti, podobná fufu. Používá se jako příloha.
- Michopo, maso pečené na způsob špízu, převzatá z konžské kuchyně, podobná nigerijské suye.[4]
- Francouzské a belgické speciality jako žabí stehýnka nebo krokety. Rozšířené převážně v Bujumbuře a dalších velkých městech.
- Oblíbeným nápojem je banánové pivo, v Burundi nazývané urwagwa.

## Galerie

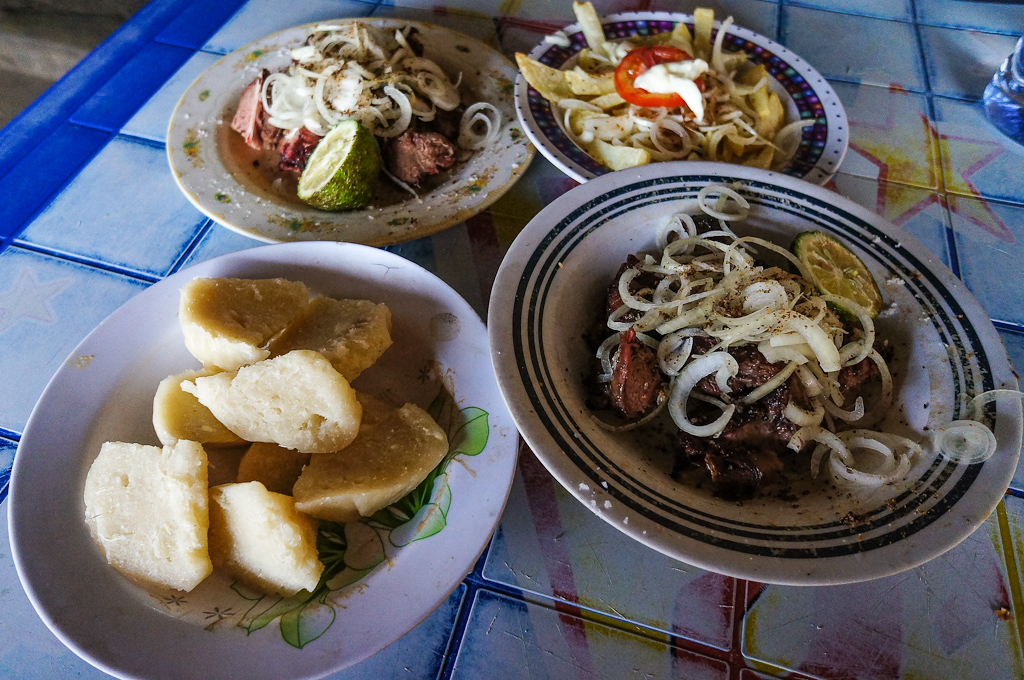
Příklady různých burundských pokrmů
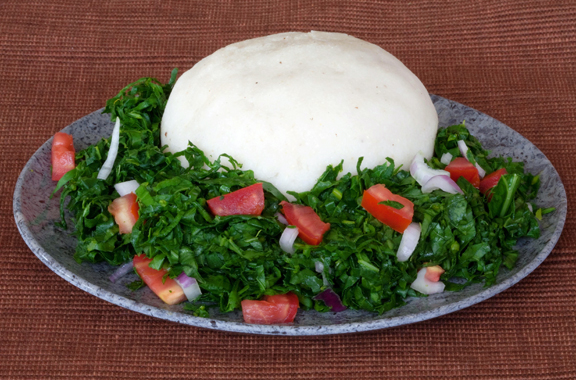
Ugali
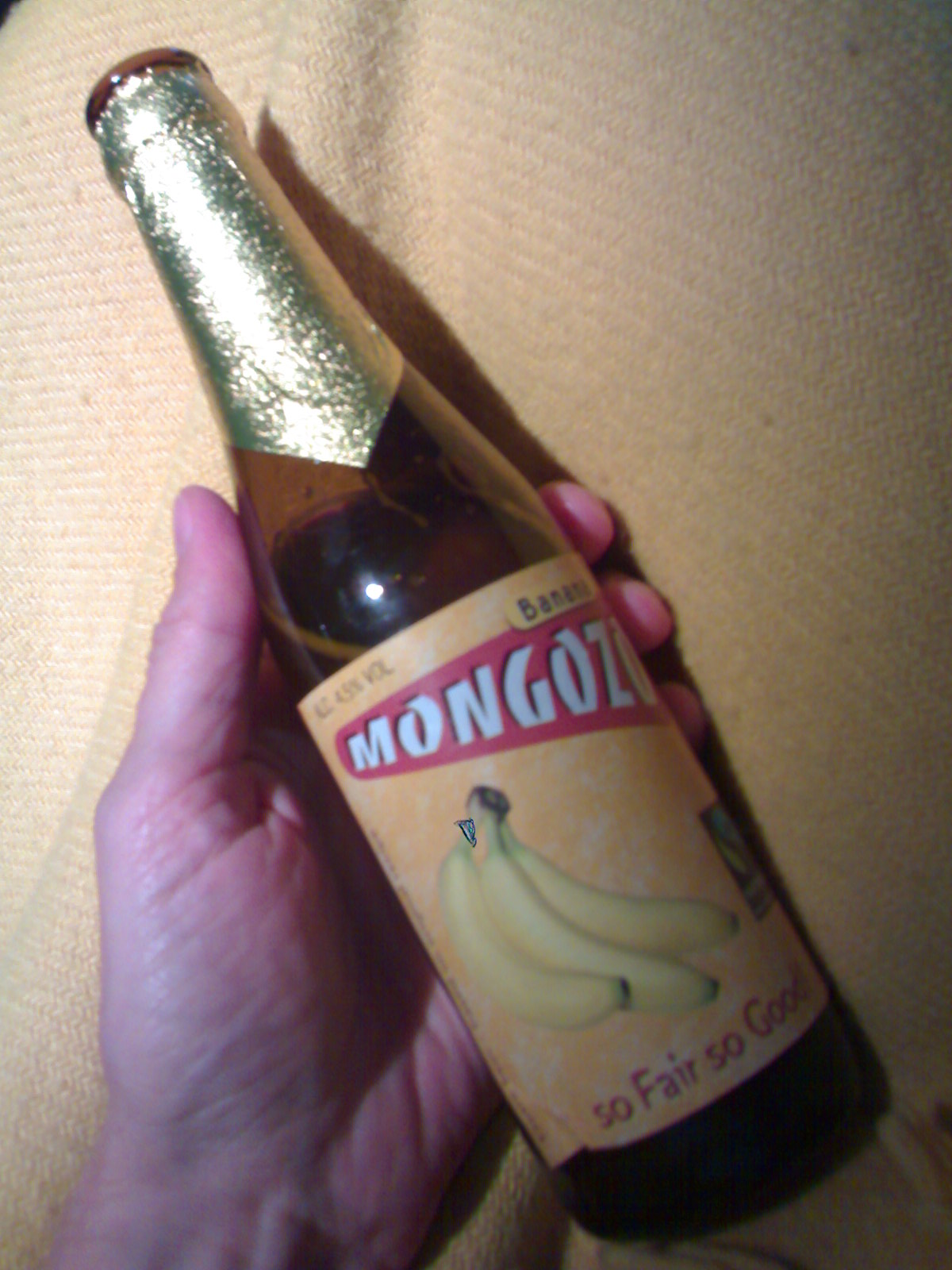
Lahev banánového vína
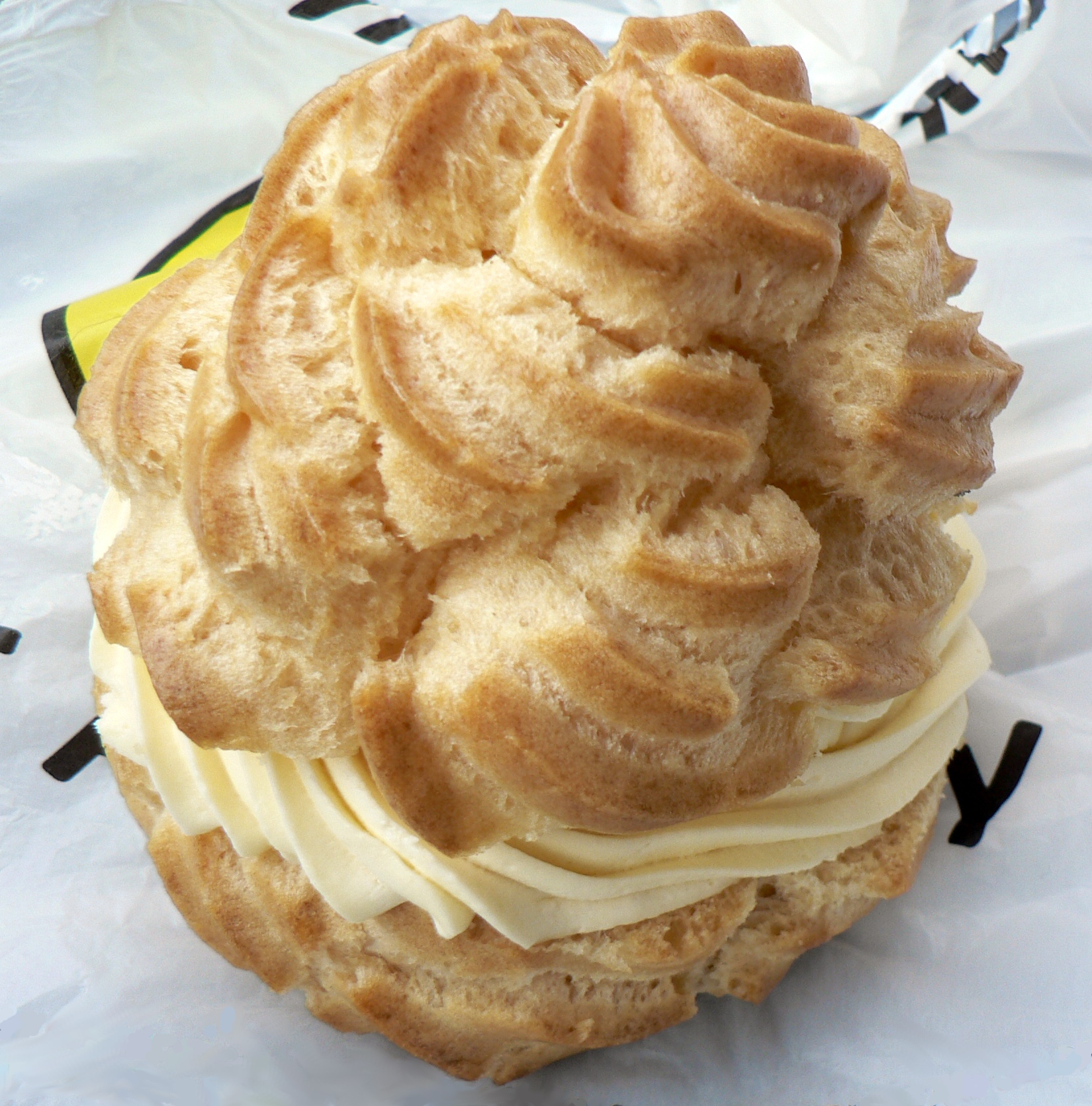
Větrník